# Jörg Feldhusen
Jörg Feldhusen (* 1956) ist ein deutscher Maschinenbauingenieur und ehemaliger hauptamtlicher Dekan der Fakultät für Maschinenwesen an der RWTH Aachen.

## Leben
Feldhusen studierte von 1977 bis 1984 Maschinenbau an der Technischen Universität Berlin, wählte die Vertiefungsrichtung Konstruktionstechnik und war anschließend fünf Jahre lang am dortigen Institut für Maschinenkonstruktion/Konstruktionstechnik von Wolfgang Beitz tätig, wo er auch promoviert wurde. Von 1989 bis 1994 war Feldhusen bei der AEG-Westinghouse Transportation Systems in Berlin tätig. Anschließend wechselte er zu Siemens Transportation Systems (heute: Rail Systems) und war dort unter anderem für die Entwicklung des Siemens Combino verantwortlich. 
1999 erhielt Feldhusen einen Ruf an die RWTH Aachen und leitete dort von 2000 bis 2016 das Institut für Allgemeine Konstruktionstechnik (ikt). Seitdem ist er auf den Schwerpunktgebieten des Instituts, Innovationsmanagement, Gestaltungsmanagement, Materialkombinationen und Product-Lifecycle-Management, tätig. Außerdem betreut er diverse Lehrveranstaltungen in Maschinenbau-, Konstruktionslehre- und Industrial-Design-Studiengängen. In der Zeit von Februar 2016 bis Februar 2022 war er der erste hauptamtliche Dekan an der Fakultät für Maschinenwesen an der RWTH Aachen. 
Feldhusen war Vorsitzender des Fachbeirats des Vereins Deutscher Ingenieure und ist Träger des VDI-Ehrenrings in Gold.

## Veröffentlichungen
Seit der 21. Auflage von 2006 ist Feldhusen gemeinsam mit Karl-Heinrich Grote Herausgeber des Dubbel. Darüber hinaus ist Feldhusen Herausgeber oder Mitautor weiterer ingenieurwissenschaftlicher Lehrbücher wie Pahl/Beitz Konstruktionslehre und Konstruktionselemente des Maschinenbaus.